# عنق (القفر)

تعديل مصدري - تعديل

عنق هي إحدى قرى عزلة بني سيف العالي بمديرية القفر التابعة لمحافظة إب، بلغ تعداد سكانها 263 نسمة حسب تعداد اليمن لعام 2004.